# منصور ابن الیاس

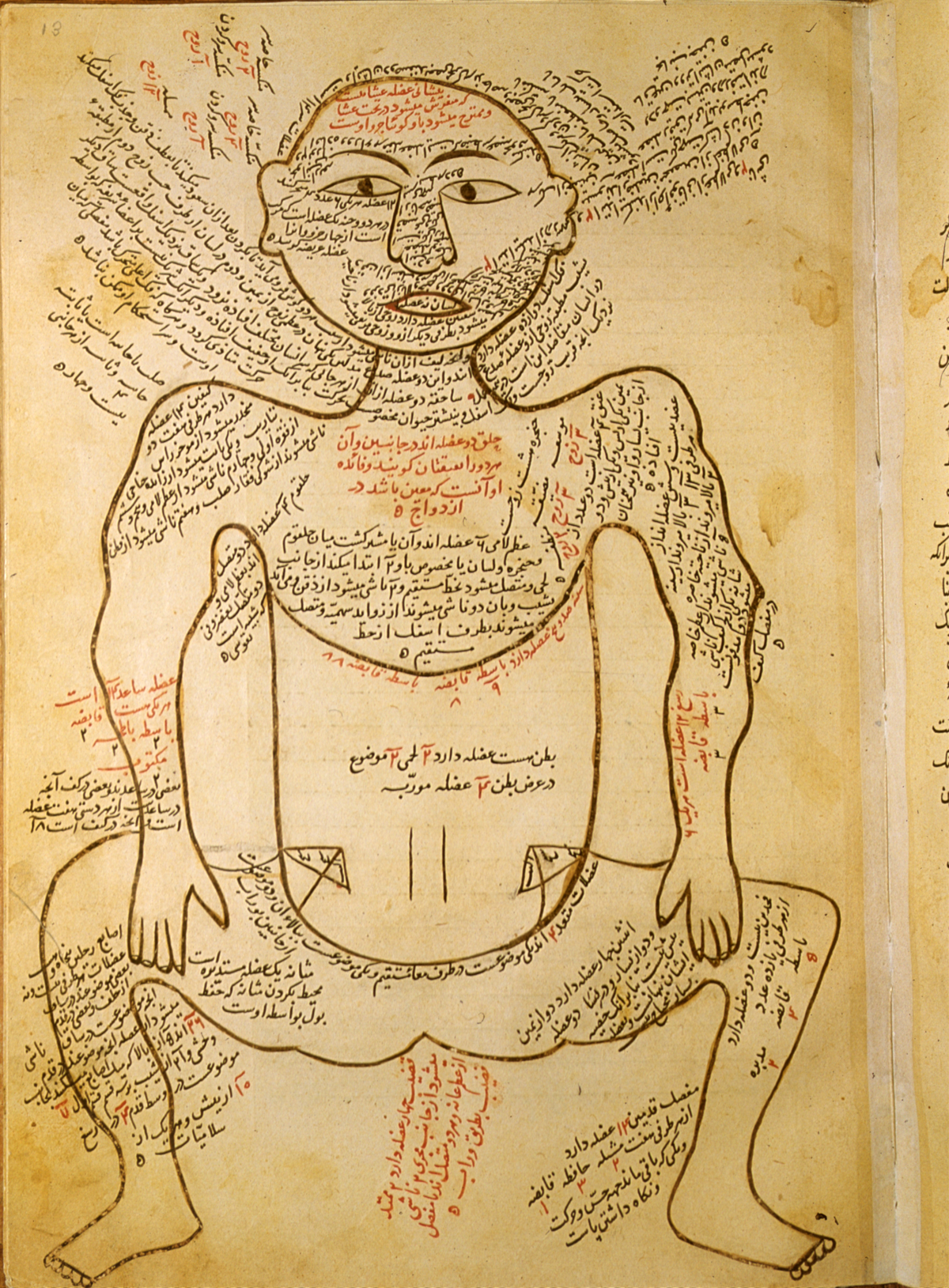
برگی از کتاب تشریح منصوری که در آن کالبدشناسی عضلات بدن انسان را شرح داده است. این کتاب در کتابخانهٔ ملی آمریکا نگهداری می‌شود

منصور ابن الیاس با نام کامل منصور ابن محمد ابن احمد ابن یوسف ابن الیاس یکی از پزشکان و پژوهش‌گران ایرانی اواخر سدهٔ چهاردهم در دورهٔ تیموریان بود.
منصور که اهل شیراز بود در خانواده‌ای چشم به جهان گشود که نسل‌ها در زمینهٔ پزشکی فعالیت داشتند. منصور دو اثر از آثار اصلی خود یعنی دانشنامه پزشکی عمومی و پژوهش‌های کالبدشناسی را به سلطان ضیاءالدین پیرمحمد بهادر ((۷۹۷–۸۱۱ه) منطقه تحت حکومت شاهنشاهی ایران در استان فارس تقدیم کرد.

## آثار
از آثار بجا مانده از منصور می‌توان به موارد زیر اشاره کرد:
- دانشنامه پزشکی عمومی
- تشریح بدن انسان، پژوهش‌های کالبدشناسی که به نام تشریح منصوری نیز معروف است.
- کفایه مجاهدین.